# 미하엘 뮐러 (정치인)
미하엘 뮐러(독일어: Michael Müller, 1964년 12월 9일~)는 독일의 정치인이다. 베를린 주의회의 사민당 원내대표를 거쳐 2014년 베를린 시장직에 올랐다. 2016년에 실시된 2016년 베를린 주의회 선거에서 그가 이끈 사민당은 득표율이 크게 감소하였지만 원내 제1당을 유지해 베를린 주정부를 계속 이끌게 되었다.

## 역대 선거 결과
| 선거명      | 직책명      | 대수 | 정당            | 득표율 | 득표수 | 결과 | 당락             |
| ----------- | ----------- | ---- | --------------- | ------ | ------ | ---- | ---------------- |
| 2016년 선거 | 베를린 시장 | 14대 | 독일 사회민주당 | 57.50% | 92표   | 1위  | 베를린 시장 당선 |